# Senova D20
Senova D20 — субкомпактный автомобиль, выпускавшийся китайской компанией BAIC под брендом Senova. До 2014 года назывался Beijing Auto E-Series.

## История
Beijing Auto E-series продавался на китайском рынке по цене от 53800 до 86800 юаней. Модель E150 оснащена 1,5-литровым бензиновым двигателем A151 I4, а E130 — 1,3-литровым бензиновым двигателем A131 I4.

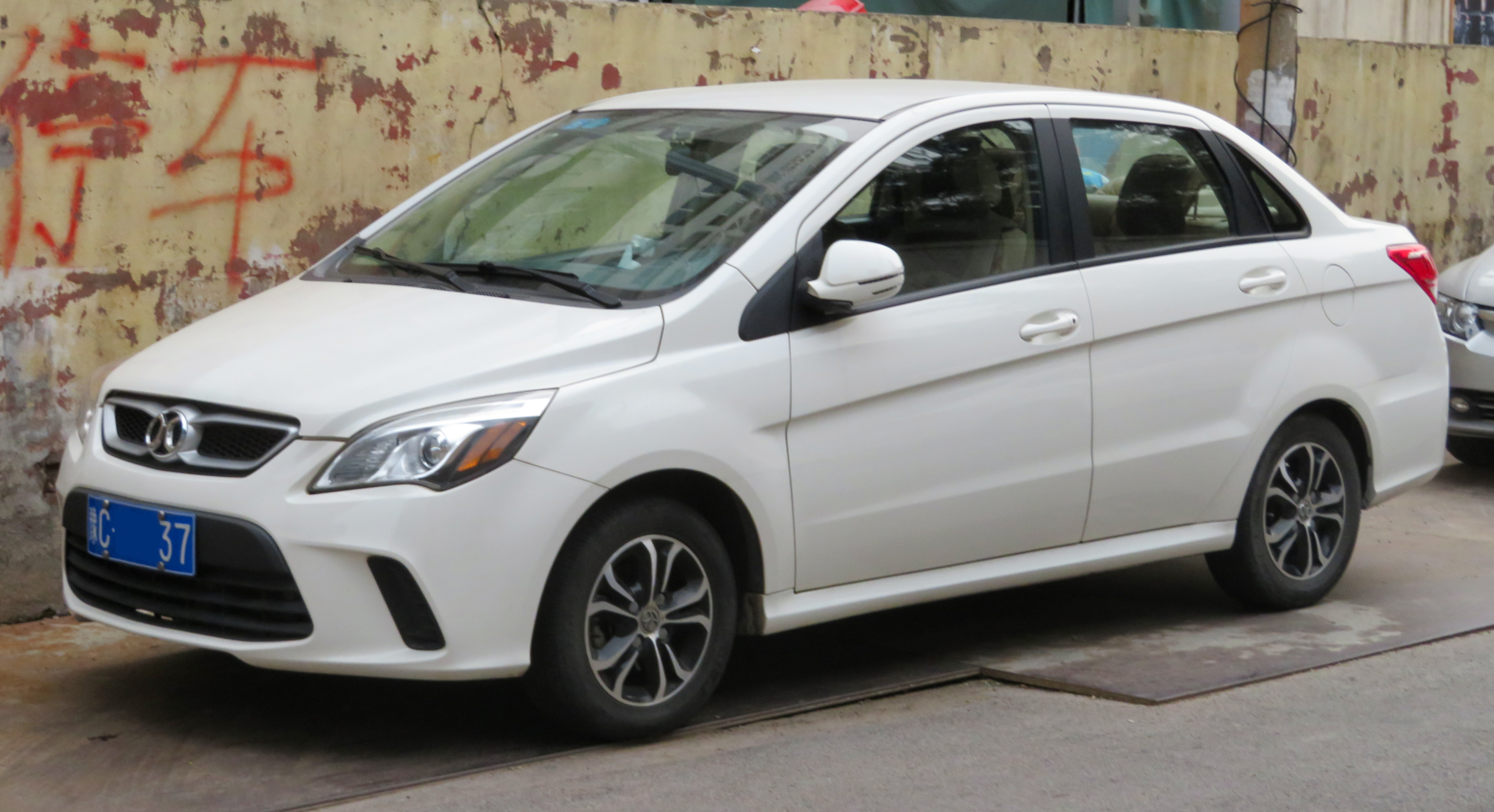
Вид спереди
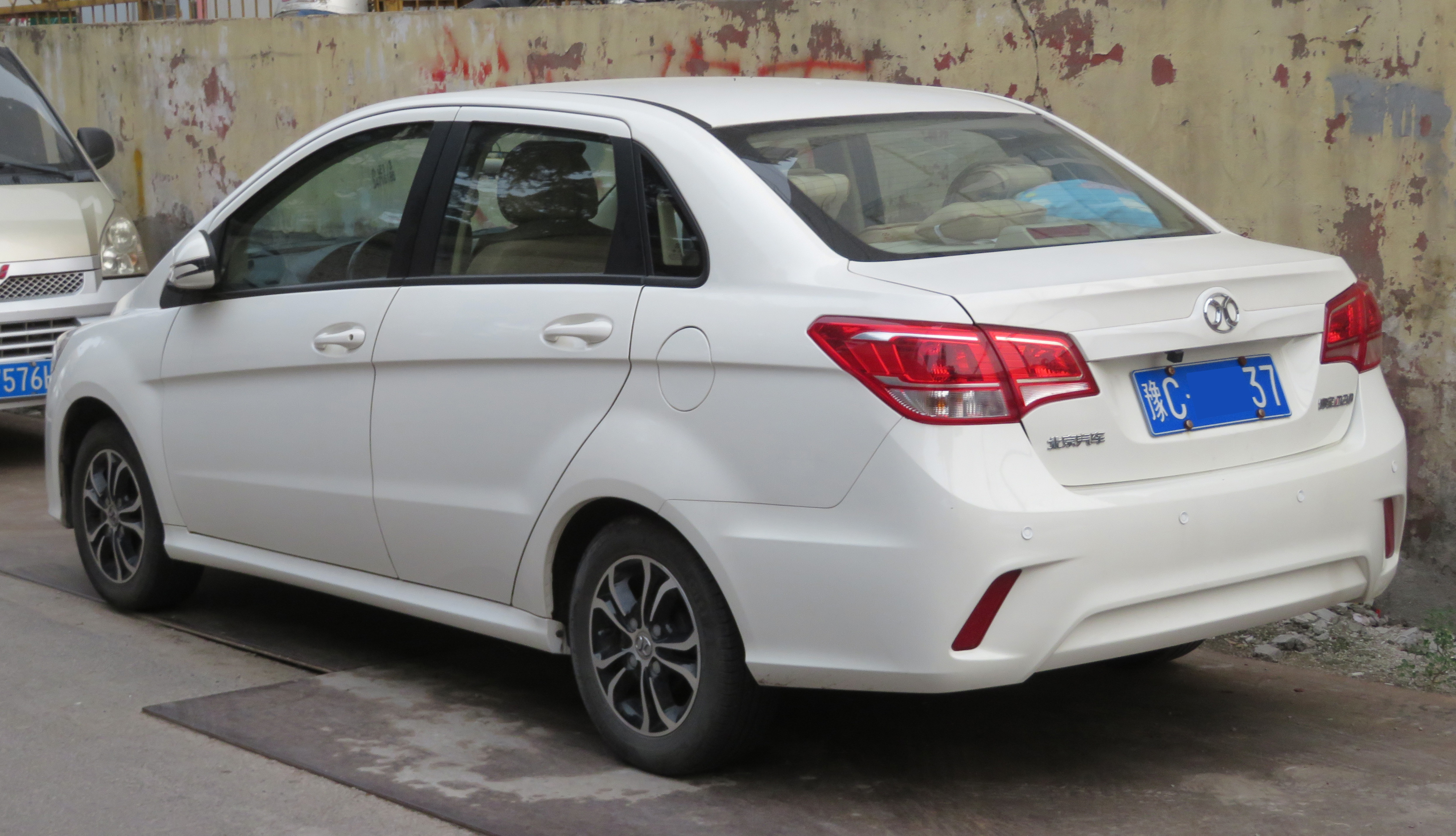
Вид сзади
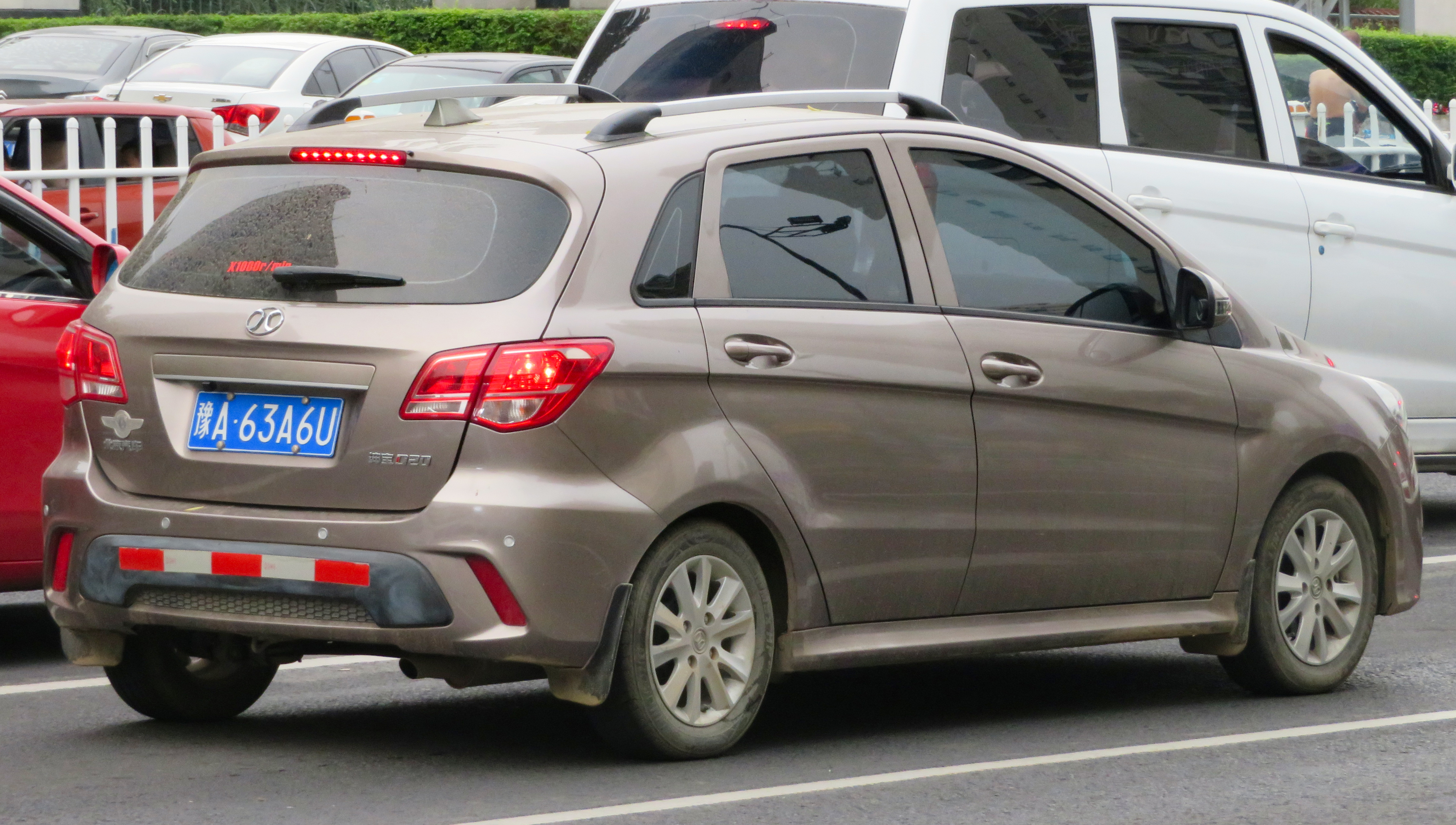
Beijing Auto E130 в кузове седан

В 2014 году автомобиль прошёл фейслифтинг и стал называться Senova D20. Обновлённая модель была представлена в Гуанчжоу. Ценовой диапазон варьировался от 58800 до 74800 юаней. Автомобиль оснащался 1,3-литровым двигателем мощностью 99 л. с. или же 1,5-литровым двигателем мощностью 113 л. с. Коробка передач — пятиступенчатая механическая или четырёхступенчатая автоматическая.

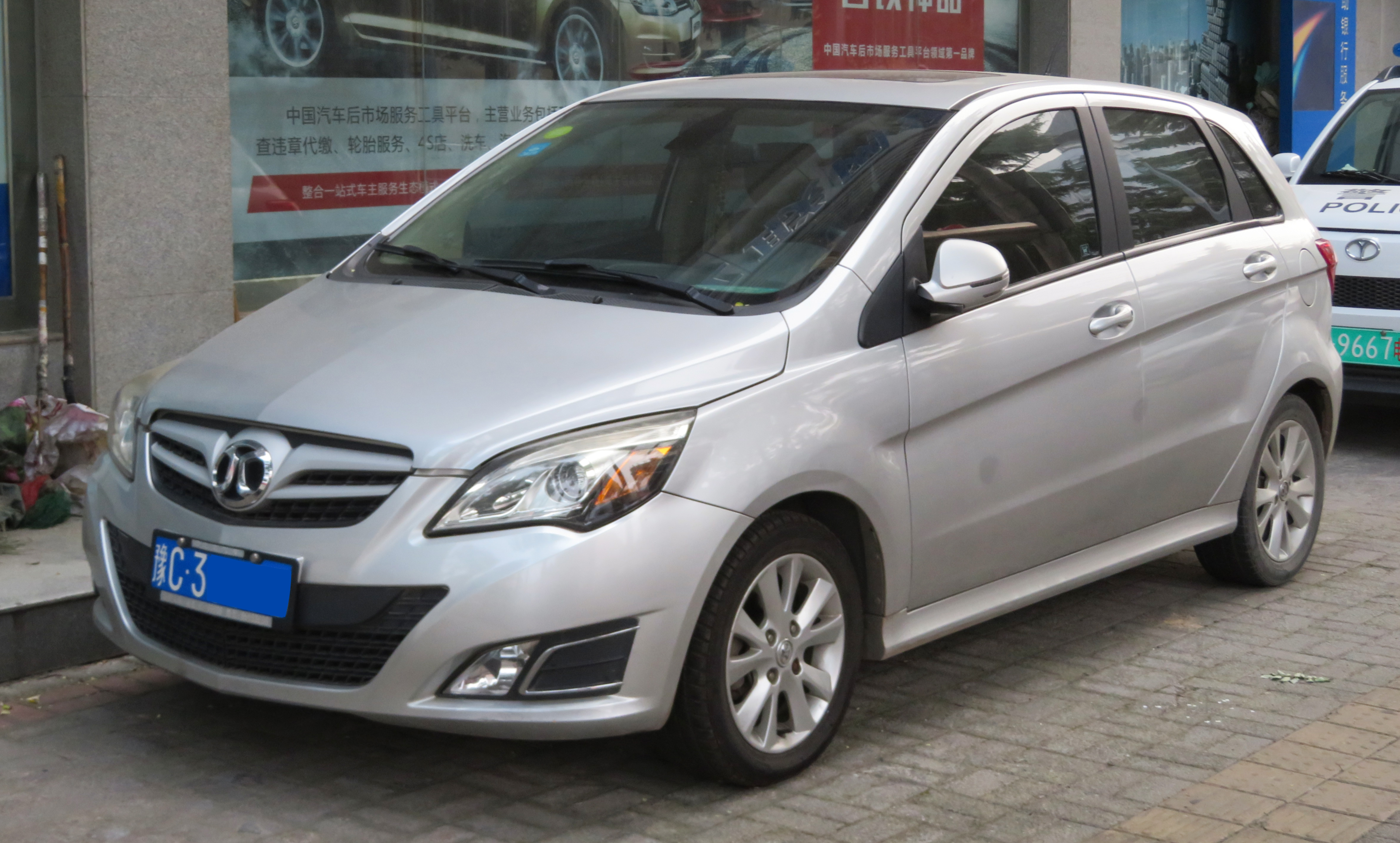
Вид спереди
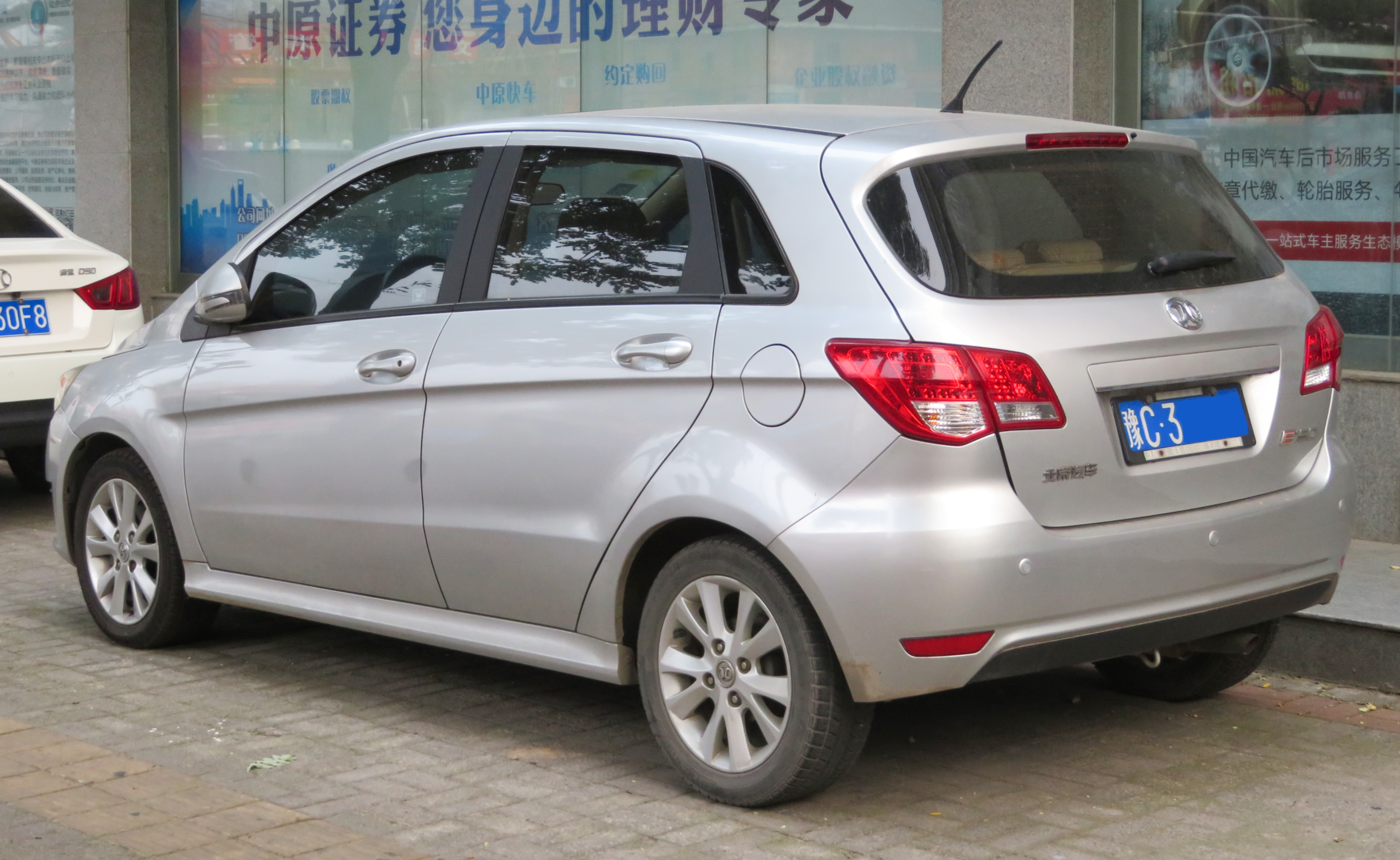
Вид сзади
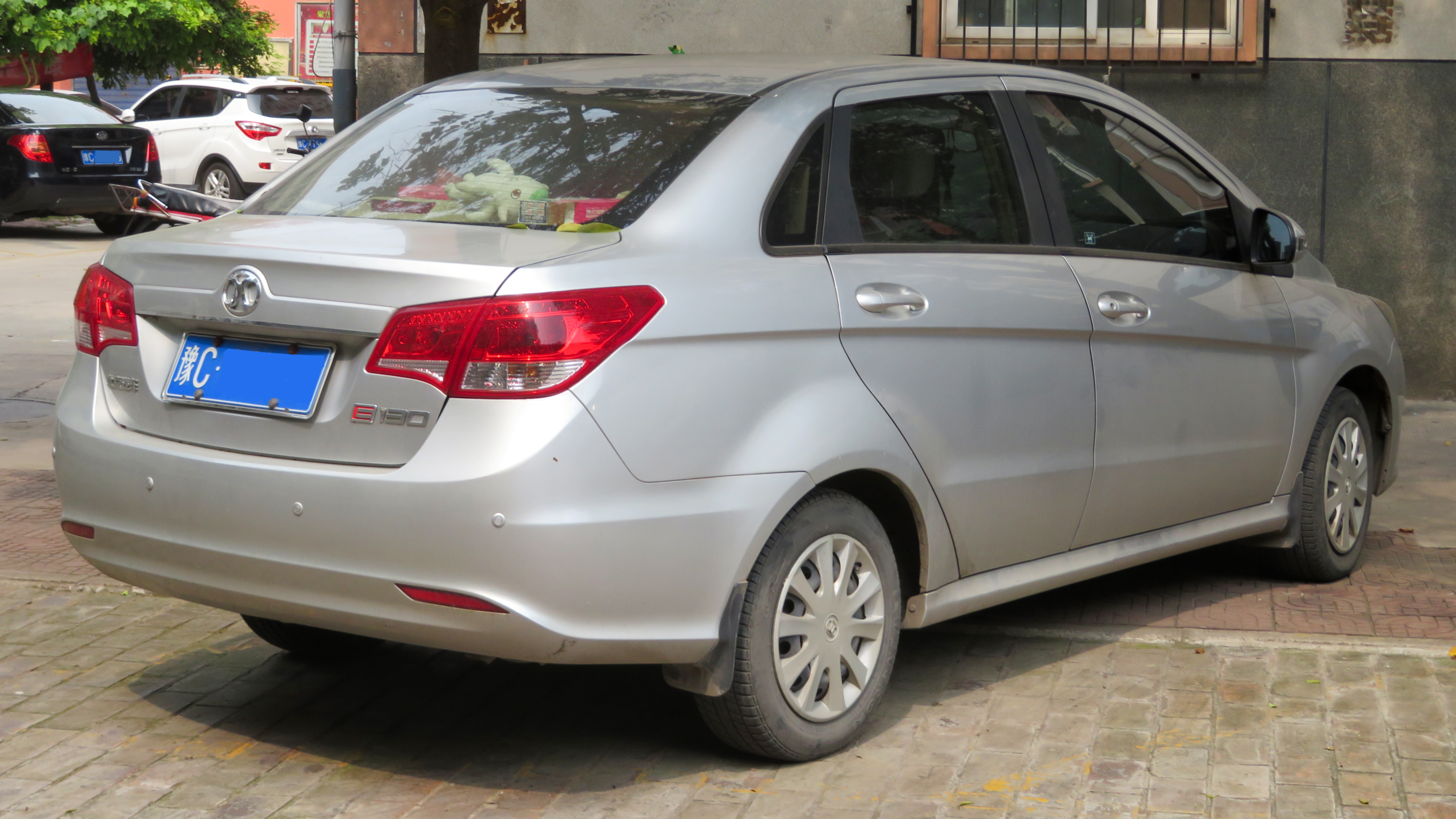
Senova D20 в кузове хетчбэк

### Beijing Auto E150EV
E150EV являлся электромобилем на базе Beijing Auto E-series. Он оснащён электродвигателем мощностью 16 кВт производства Beijing Electric Power Corporation. Максимальная скорость составляет 120 км/ч, запас хода — 150 км, а зарядка занимает 6—8 часов.